# Lens
Lens este un oraș în Franța, sub-prefectură a departamentului Pas-de-Calais, în regiunea Hauts-de-France. 

## Personalități născute aici
- ZywOo (n. 2000), jucător profesionist de Counter-Strike: Global Offensive.